# Sagitta
Genre
Espèces de rang inférieur
- Sagitta bipunctata
- Sagitta bombayensis
- Sagitta  helenae

Sagitta est un genre de chétognathes de la famille des Sagittidae et de l'ordre des Aphragmophora. On trouve les différentes espèces dans tous les océans du monde.
Noms en synonymie

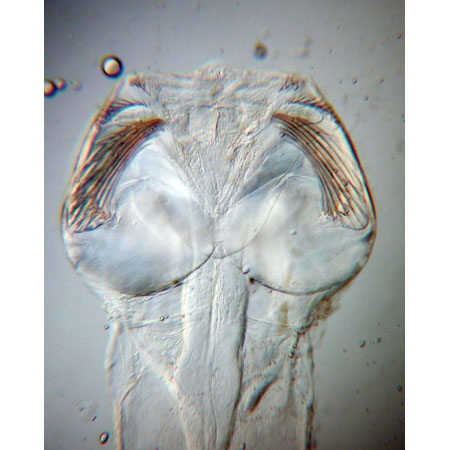
Tête de Sagitta sp.

- Sagitta elegans reclassifié sous le nom Parasagitta elegans
- Sagitta euxina reclassifié sous le nom Parasagitta setosa
- Sagitta marri reclassifié sous le nom Solidosagitta marri
- Sagitta planctonis reclassifié sous le nom Solidosagitta planctonis
- Sagitta zetesios reclassifié sous le nom Solidosagitta zetesios